# Aeolus barbisternus
Aeolus barbisternus là một loài bọ cánh cứng trong họ Elateridae. Loài này được Aguilar Julio miêu tả khoa học năm 2001.